# Palmarès détaillé des championnats du monde de ski alpin
 (décembre 2023).
Si vous disposez d'ouvrages ou d'articles de référence ou si vous connaissez des sites web de qualité traitant du thème abordé ici, merci de compléter l'article en donnant les références utiles à sa vérifiabilité et en les liant à la section « Notes et références ».
Les tableaux ci-dessous présentent le palmarès détaillé des championnats du monde de ski alpin. Ils incluent tous les vainqueurs ainsi que les deuxièmes et troisièmes de chaque édition de chaque discipline féminine et masculine depuis la première édition de 1931. Entre les Jeux olympiques d'hiver de 1948 et ceux de 1980, les épreuves olympiques de ski étaient également considérées comme des championnats du monde, et sont donc prises en compte dans l'article.

## Compétitions

### Hommes
- Descente avec 48 compétitions (1931-2025)
- Super G avec 19 compétitions (1987-2025)
- Slalom géant avec 38 compétitions (1950-2025)
- Slalom avec 48 compétitions (1931-2025)
- Combiné avec 44 compétitions (1932-1948 et 1954-2023)
- Parallèle avec 2 compétitions (2021-2023)
- Combiné par équipe avec 1 compétition (2025)

#### Descente hommes
| Années | Or                 | Argent                                | Bronze                        |
| ------ | ------------------ | ------------------------------------- | ----------------------------- |
| 1931   | Walter Prager      | Otto Furrer                           | Fritz Steuri                  |
| 1932   | Gustav Lantschner  | David Zogg                            | Otto Furrer                   |
| 1933   | Walter Prager      | David Zogg                            | Hans Hauser                   |
| 1934   | David Zogg         | Franz Pfnür                           | Heinz von Allmen Ido Cattaneo |
| 1935   | Franz Zingerle     | Émile Allais                          | Fritz Steuri                  |
| 1936   | Rudolf Rominger    | Giacinto Sertorelli                   | Heinz von Allmen              |
| 1937   | Émile Allais       | Maurice Lafforgue Giacinto Sertorelli | -                             |
| 1938   | James Couttet      | Émile Allais                          | Hellmut Lantschner            |
| 1939   | Hellmut Lantschner | Josef Jennewein                       | Karl Molitor                  |
| 1941   | Josef Jennewein    | Alberto Marcellin                     | Rudolf Cranz                  |
| 1948   | Henri Oreiller     | Franz Gabl                            | Karl Molitor Rolf Olinger     |
| 1950   | Zeno Colò          | James Couttet                         | Egon Schöpf                   |
| 1952   | Zeno Colò          | Othmar Schneider                      | Christian Pravda              |
| 1954   | Christian Pravda   | Martin Strolz                         | Ernst Obereigner              |
| 1956   | Toni Sailer        | Raymond Fellay                        | Andreas Molterer              |
| 1958   | Toni Sailer        | Roger Staub                           | Jean Vuarnet                  |
| 1960   | Jean Vuarnet       | Hans-Peter Lanig                      | Guy Périllat                  |
| 1962   | Karl Schranz       | Émile Viollat                         | Egon Zimmermann               |
| 1964   | Egon Zimmermann    | Léo Lacroix                           | Wolfgang Bartels              |
| 1966   | Jean-Claude Killy  | Léo Lacroix                           | Franz Vogler                  |
| 1968   | Jean-Claude Killy  | Guy Périllat                          | Jean-Daniel Dätwyler          |
| 1970   | Bernhard Russi     | Karl Cordin                           | Malcolm Milne                 |
| 1972   | Bernhard Russi     | Roland Collombin                      | Heinrich Messner              |
| 1974   | David Zwilling     | Franz Klammer                         | Willi Frommelt                |
| 1976   | Franz Klammer      | Bernhard Russi                        | Herbert Plank                 |
| 1978   | Josef Walcher      | Michael Veith                         | Werner Grissmann              |
| 1980   | Leonhard Stock     | Peter Wirnsberger                     | Steve Podborski               |
| 1982   | Harti Weirather    | Conradin Cathomen                     | Erwin Resch                   |
| 1985   | Pirmin Zurbriggen  | Peter Müller                          | Doug Lewis                    |
| 1987   | Peter Müller       | Pirmin Zurbriggen                     | Karl Alpiger                  |
| 1989   | Hans-Jörg Tauscher | Peter Müller                          | Karl Alpiger                  |
| 1991   | Franz Heinzer      | Peter Runggaldier                     | Daniel Mahrer                 |
| 1993   | Urs Lehmann        | Atle Skårdal                          | AJ Kitt                       |
| 1996   | Patrick Ortlieb    | Kristian Ghedina                      | Luc Alphand                   |
| 1997   | Bruno Kernen       | Lasse Kjus                            | Kristian Ghedina              |
| 1999   | Hermann Maier      | Lasse Kjus                            | Kjetil André Aamodt           |
| 2001   | Hannes Trinkl      | Hermann Maier                         | Florian Eckert                |
| 2003   | Michael Walchhofer | Kjetil André Aamodt                   | Bruno Kernen                  |
| 2005   | Bode Miller        | Daron Rahlves                         | Michael Walchhofer            |
| 2007   | Aksel Lund Svindal | Jan Hudec                             | Patrik Järbyn                 |
| 2009   | John Kucera        | Didier Cuche                          | Carlo Janka                   |
| 2011   | Erik Guay          | Didier Cuche                          | Christof Innerhofer           |
| 2013   | Aksel Lund Svindal | Dominik Paris                         | David Poisson                 |
| 2015   | Patrick Küng       | Travis Ganong                         | Beat Feuz                     |
| 2017   | Beat Feuz          | Erik Guay                             | Max Franz                     |
| 2019   | Kjetil Jansrud     | Aksel Lund Svindal                    | Vincent Kriechmayr            |
| 2021   | Vincent Kriechmayr | Andreas Sander                        | Beat Feuz                     |
| 2023   | Marco Odermatt     | Aleksander Aamodt Kilde               | Cameron Alexander             |
| 2025   | Franjo von Allmen  | Vincent Kriechmayr                    | Alexis Monney                 |

#### Super G hommes
Lors des championnats du monde de 1993 l'épreuve de Super G n'a pas pu avoir lieu pour raison de mauvais temps.
| Années | Or                       | Argent                          | Bronze                   |
| ------ | ------------------------ | ------------------------------- | ------------------------ |
| 1987   | Pirmin Zurbriggen        | Marc Girardelli                 | Markus Wasmeier          |
| 1989   | Martin Hangl             | Pirmin Zurbriggen               | Tomaž Čižman             |
| 1991   | Stephan Eberharter       | Kjetil André Aamodt             | Franck Piccard           |
| 1996   | Atle Skårdal             | Patrik Järbyn                   | Kjetil André Aamodt      |
| 1997   | Atle Skårdal             | Lasse Kjus                      | Günther Mader            |
| 1999   | Hermann Maier Lasse Kjus | -                               | Hans Knauß               |
| 2001   | Daron Rahlves            | Stephan Eberharter              | Hermann Maier            |
| 2003   | Stephan Eberharter       | Hermann Maier Bode Miller       | -                        |
| 2005   | Bode Miller              | Michael Walchhofer              | Benjamin Raich           |
| 2007   | Patrick Staudacher       | Fritz Strobl                    | Bruno Kernen             |
| 2009   | Didier Cuche             | Peter Fill                      | Aksel Lund Svindal       |
| 2011   | Christof Innerhofer      | Hannes Reichelt                 | Ivica Kostelić           |
| 2013   | Ted Ligety               | Gauthier de Tessières           | Aksel Lund Svindal       |
| 2015   | Hannes Reichelt          | Dustin Cook                     | Adrien Théaux            |
| 2017   | Erik Guay                | Kjetil Jansrud                  | Manuel Osborne-Paradis   |
| 2019   | Dominik Paris            | Johan Clarey Vincent Kriechmayr | -                        |
| 2021   | Vincent Kriechmayr       | Romed Baumann                   | Alexis Pinturault        |
| 2023   | James Crawford           | Aleksander Aamodt Kilde         | Alexis Pinturault        |
| 2025   | Marco Odermatt           | Raphael Haaser                  | Adrian Smiseth Sejersted |

#### Slalom géant hommes
| Années | Or                   | Argent              | Bronze                        |
| ------ | -------------------- | ------------------- | ----------------------------- |
| 1950   | Zeno Colò            | Fernand Grosjean    | James Couttet                 |
| 1952   | Stein Eriksen        | Christian Pravda    | Toni Spiss                    |
| 1954   | Stein Eriksen        | François Bonlieu    | Andreas Molterer              |
| 1956   | Toni Sailer          | Andreas Molterer    | Walter Schuster               |
| 1958   | Toni Sailer          | Josef Rieder        | François Bonlieu Roger Staub  |
| 1960   | Roger Staub          | Josef Stiegler      | Ernst Hinterseer              |
| 1962   | Egon Zimmermann      | Karl Schranz        | Martin Burger                 |
| 1964   | François Bonlieu     | Karl Schranz        | Josef Stiegler                |
| 1966   | Guy Périllat         | Georges Mauduit     | Karl Schranz                  |
| 1968   | Jean-Claude Killy    | Willy Favre         | Heinrich Messner              |
| 1970   | Karl Schranz         | Werner Bleiner      | Dumeng Giovanoli              |
| 1972   | Gustav Thöni         | Edmund Bruggmann    | Werner Mattle                 |
| 1974   | Gustav Thöni         | Hans Hinterseer     | Piero Gros                    |
| 1976   | Heini Hemmi          | Ernst Good          | Ingemar Stenmark              |
| 1978   | Ingemar Stenmark     | Andreas Wenzel      | Willi Frommelt                |
| 1980   | Ingemar Stenmark     | Andreas Wenzel      | Hans Enn                      |
| 1982   | Steve Mahre          | Ingemar Stenmark    | Boris Strel                   |
| 1985   | Markus Wasmeier      | Pirmin Zurbriggen   | Marc Girardelli               |
| 1987   | Pirmin Zurbriggen    | Marc Girardelli     | Alberto Tomba                 |
| 1989   | Rudolf Nierlich      | Helmut Mayer        | Pirmin Zurbriggen             |
| 1991   | Rudolf Nierlich      | Urs Kälin           | Johan Wallner                 |
| 1993   | Kjetil André Aamodt  | Rainer Salzgeber    | Johan Wallner                 |
| 1996   | Alberto Tomba        | Urs Kälin           | Michael von Grünigen          |
| 1997   | Michael von Grünigen | Lasse Kjus          | Andreas Schifferer            |
| 1999   | Lasse Kjus           | Marco Büchel        | Steve Locher                  |
| 2001   | Michael von Grünigen | Kjetil André Aamodt | Frédéric Covili               |
| 2003   | Bode Miller          | Hans Knauß          | Erik Schlopy                  |
| 2005   | Hermann Maier        | Benjamin Raich      | Daron Rahlves                 |
| 2007   | Aksel Lund Svindal   | Daniel Albrecht     | Didier Cuche                  |
| 2009   | Carlo Janka          | Benjamin Raich      | Ted Ligety                    |
| 2011   | Ted Ligety           | Cyprien Richard     | Philipp Schörghofer           |
| 2013   | Ted Ligety           | Marcel Hirscher     | Manfred Moelgg                |
| 2015   | Ted Ligety           | Marcel Hirscher     | Alexis Pinturault             |
| 2017   | Marcel Hirscher      | Roland Leitinger    | Leif Kristian Nestvold-Haugen |
| 2019   | Henrik Kristoffersen | Marcel Hirscher     | Alexis Pinturault             |
| 2021   | Mathieu Faivre       | Luca de Aliprandini | Marco Schwarz                 |
| 2023   | Marco Odermatt       | Loïc Meillard       | Marco Schwarz                 |
| 2025   | Raphael Haaser       | Thomas Tumler       | Loïc Meillard                 |

#### Slalom hommes
| Années | Or                                | Argent               | Bronze                           |
| ------ | --------------------------------- | -------------------- | -------------------------------- |
| 1931   | David Zogg                        | Anton Seelos         | Friedl Däuber                    |
| 1932   | Friedl Däuber                     | Otto Furrer          | Hans Hauser                      |
| 1933   | Anton Seelos                      | Gustav Lantschner    | Fritz Steuri                     |
| 1934   | Franz Pfnür                       | David Zogg           | Fritz Steuri                     |
| 1935   | Anton Seelos                      | David Zogg           | Friedl Pfeiffer François Vignole |
| 1936   | Rudolph Matt                      | Eberhard Kneisl      | Rudolf Rominger                  |
| 1937   | Émile Allais                      | Wilhelm Walch        | Roman Wörndle                    |
| 1938   | Rudolf Rominger                   | Émile Allais         | Hellmut Lantschner               |
| 1939   | Rudolf Rominger                   | Josef Jennewein      | Wilhelm Walch                    |
| 1941   | Albert Pfeifer Vittorio Chierroni | -                    | Alberto Marcellin                |
| 1948   | Edy Reinalter                     | James Couttet        | Henri Oreiller                   |
| 1950   | Georges Schneider                 | Zeno Colò            | Stein Eriksen                    |
| 1952   | Othmar Schneider                  | Stein Eriksen        | Guttorm Berge                    |
| 1954   | Stein Eriksen                     | Benedikt Obermüller  | Toni Spiss                       |
| 1956   | Toni Sailer                       | Chiharu Igaya        | Stig Sollander                   |
| 1958   | Josef Rieder                      | Toni Sailer          | Chiharu Igaya                    |
| 1960   | Ernst Hinterseer                  | Mathias Leitner      | Charles Bozon                    |
| 1962   | Charles Bozon                     | Guy Périllat         | Gerhard Nenning                  |
| 1964   | Josef Stiegler                    | Bill Kidd            | Jim Heuga                        |
| 1966   | Carlo Senoner                     | Guy Périllat         | Louis Jauffret                   |
| 1968   | Jean-Claude Killy                 | Herbert Huber        | Alfred Matt                      |
| 1970   | Jean-Noël Augert                  | Patrick Russel       | Bill Kidd                        |
| 1972   | F. Fernández Ochoa                | Gustav Thöni         | Roland Thöni                     |
| 1974   | Gustav Thöni                      | David Zwilling       | F. Fernández Ochoa               |
| 1976   | Piero Gros                        | Gustav Thöni         | Willi Frommelt                   |
| 1978   | Ingemar Stenmark                  | Piero Gros           | Paul Frommelt                    |
| 1980   | Ingemar Stenmark                  | Phil Mahre           | Jacques Lüthy                    |
| 1982   | Ingemar Stenmark                  | Bojan Križaj         | Bengt Fjällberg                  |
| 1985   | Jonas Nilsson                     | Marc Girardelli      | Robert Zoller                    |
| 1987   | Frank Wörndl                      | Günther Mader        | Armin Bittner                    |
| 1989   | Rudolf Nierlich                   | Armin Bittner        | Marc Girardelli                  |
| 1991   | Marc Girardelli                   | Thomas Stangassinger | Ole Kristian Furuseth            |
| 1993   | Kjetil André Aamodt               | Marc Girardelli      | Thomas Stangassinger             |
| 1996   | Alberto Tomba                     | Mario Reiter         | Michael von Grünigen             |
| 1997   | Tom Stiansen                      | Sébastien Amiez      | Alberto Tomba                    |
| 1999   | Kalle Palander                    | Lasse Kjus           | Christian Mayer                  |
| 2001   | Mario Matt                        | Benjamin Raich       | Mitja Kunc                       |
| 2003   | Ivica Kostelić                    | Silvan Zurbriggen    | Giorgio Rocca                    |
| 2005   | Benjamin Raich                    | Rainer Schönfelder   | Giorgio Rocca                    |
| 2007   | Mario Matt                        | Manfred Moelgg       | Jean-Baptiste Grange             |
| 2009   | Manfred Pranger                   | Julien Lizeroux      | Michael Janyk                    |
| 2011   | Jean-Baptiste Grange              | Jens Byggmark        | Manfred Moelgg                   |
| 2013   | Marcel Hirscher                   | Felix Neureuther     | Mario Matt                       |
| 2015   | Jean-Baptiste Grange              | Fritz Dopfer         | Felix Neureuther                 |
| 2017   | Marcel Hirscher                   | Manuel Feller        | Felix Neureuther                 |
| 2019   | Marcel Hirscher                   | Michael Matt         | Marco Schwarz                    |
| 2021   | Sebastian Foss Solevåg            | Adrian Pertl         | Henrik Kristoffersen             |
| 2023   | Henrik Kristoffersen              | AJ Ginnis            | Alex Vinatzer                    |
| 2025   | Loïc Meillard                     | Atle Lie McGrath     | Linus Straßer                    |

#### Combiné hommes
Depuis 2007, la compétition prend la forme d'un super-combiné (Super-G et slalom).
| Années | Or                  | Argent                 | Bronze                 |
| ------ | ------------------- | ---------------------- | ---------------------- |
| 1932   | Otto Furrer         | Hans Hauser            | Gustav Lantschner      |
| 1933   | Anton Seelos        | Fritz Steuri           | Otto Furrer            |
| 1934   | David Zogg          | Franz Pfnür            | Heinz von Allmen       |
| 1935   | Anton Seelos        | Émile Allais           | Birger Ruud            |
| 1936   | Rudolf Rominger     | Heinz von Allmen       | Eberhard Kneisl        |
| 1937   | Émile Allais        | Maurice Lafforgue      | Fritz Steuri           |
| 1938   | Émile Allais        | Rudolf Rominger        | Hellmut Lantschner     |
| 1939   | Josef Jennewein     | Wilhelm Walch          | Rudolf Rominger        |
| 1941   | Josef Jennewein     | Alberto Marcellin      | Vittorio Chierroni     |
| 1948   | Henri Oreiller      | Karl Molitor           | James Couttet          |
| 1954   | Stein Eriksen       | Christian Pravda       | Stig Sollander         |
| 1956   | Toni Sailer         | Charles Bozon          | Stig Sollander         |
| 1958   | Toni Sailer         | Josef Rieder           | Roger Staub            |
| 1960   | Guy Périllat        | Charles Bozon          | Hans-Peter Lanig       |
| 1962   | Karl Schranz        | Gerhard Nenning        | Ludwig Leitner         |
| 1964   | Ludwig Leitner      | Gerhard Nenning        | Bill Kidd              |
| 1966   | Jean-Claude Killy   | Léo Lacroix            | Ludwig Leitner         |
| 1968   | Jean-Claude Killy   | Dumeng Giovanoli       | Heinrich Messner       |
| 1970   | Bill Kidd           | Patrick Russel         | Andrzej Bachleda-Curuś |
| 1972   | Gustav Thöni        | Walter Tresch          | Jim Hunter             |
| 1974   | Franz Klammer       | Andrzej Bachleda-Curuś | Wolfgang Junginger     |
| 1976   | Gustav Thöni        | Willi Frommelt         | Greg Jones             |
| 1978   | Andreas Wenzel      | Sepp Ferstl            | Pete Patterson         |
| 1980   | Phil Mahre          | Andreas Wenzel         | Leonhard Stock         |
| 1982   | Michel Vion         | Peter Lüscher          | Anton Steiner          |
| 1985   | Pirmin Zurbriggen   | Ernst Riedlsperger     | Thomas Bürgler         |
| 1987   | Marc Girardelli     | Pirmin Zurbriggen      | Günther Mader          |
| 1989   | Marc Girardelli     | Paul Accola            | Günther Mader          |
| 1991   | Stephan Eberharter  | Kristian Ghedina       | Günther Mader          |
| 1993   | Lasse Kjus          | Kjetil André Aamodt    | Marc Girardelli        |
| 1996   | Marc Girardelli     | Lasse Kjus             | Günther Mader          |
| 1997   | Kjetil André Aamodt | Bruno Kernen           | Mario Reiter           |
| 1999   | Kjetil André Aamodt | Lasse Kjus             | Paul Accola            |
| 2001   | Kjetil André Aamodt | Mario Matt             | Paul Accola            |
| 2003   | Bode Miller         | Lasse Kjus             | Kjetil André Aamodt    |
| 2005   | Benjamin Raich      | Aksel Lund Svindal     | Giorgio Rocca          |
| 2007   | Daniel Albrecht     | Benjamin Raich         | Marc Berthod           |
| 2009   | Aksel Lund Svindal  | Julien Lizeroux        | Natko Zrnčić-Dim       |
| 2011   | Aksel Lund Svindal  | Christof Innerhofer    | Peter Fill             |
| 2013   | Ted Ligety          | Ivica Kostelić         | Romed Baumann          |
| 2015   | Marcel Hirscher     | Kjetil Jansrud         | Ted Ligety             |
| 2017   | Luca Aerni          | Marcel Hirscher        | Mauro Caviezel         |
| 2019   | Alexis Pinturault   | Stefan Hadalin         | Marco Schwarz          |
| 2021   | Marco Schwarz       | Alexis Pinturault      | Loïc Meillard          |
| 2023   | Alexis Pinturault   | Marco Schwarz          | Raphael Haaser         |

#### Parallèle hommes
| Années | Or               | Argent           | Bronze        |
| ------ | ---------------- | ---------------- | ------------- |
| 2021   | Mathieu Faivre   | Filip Zubčić     | Loïc Meillard |
| 2023   | Alexander Schmid | Dominik Raschner | Timon Haugan  |

#### Combiné par équipe hommes
| Années | Or                                       | Argent                            | Bronze                               |
| ------ | ---------------------------------------- | --------------------------------- | ------------------------------------ |
| 2025   | Suisse 1 Franjo von Allmen Loïc Meillard | Suisse 2 Alexis Monney Tanguy Nef | Suisse 4 Stefan Rogentin Marc Rochat |

### Femmes
- Descente avec 48 compétitions (1931-2025)
- Super G avec 19 compétitions (1987-2025)
- Slalom géant avec 38 compétitions (1950-2025)
- Slalom avec 48 compétitions (1931-2025)
- Combiné avec 44 compétitions (1932-1948 et 1954-2023)
- Parallèle avec 2 compétitions (2021-2023)

#### Descente femmes
| Années | Or                     | Argent                                   | Bronze                      |
| ------ | ---------------------- | ---------------------------------------- | --------------------------- |
| 1931   | Esmé MacKinnon         | Nell Carroll                             | Irma Schmidegg              |
| 1932   | Paula Wiesinger        | Inge Wersin-Lantschner                   | Hady Pfeiffer-Lantschner    |
| 1933   | Inge Wersin-Lantschner | Nini von Arx-Zogg                        | Gerda Paumgarten            |
| 1934   | Anny Rüegg             | Christl Cranz                            | Lisa Resch                  |
| 1935   | Christl Cranz          | Hady Pfeiffer-Lantschner                 | Anny Rüegg                  |
| 1936   | Evelyn Pinching        | Elvira Osirnig                           | Nini von Arx-Zogg           |
| 1937   | Christl Cranz          | Nini von Arx-Zogg                        | Käthe Grasegger             |
| 1938   | Lisa Resch             | Christl Cranz                            | Käthe Grasegger             |
| 1939   | Christl Cranz          | Lisa Resch                               | Helga Gödl                  |
| 1941   | Christl Cranz          | Käthe Grasegger                          | Annelise Schuh-Proxauf      |
| 1948   | Hedy Schlunegger       | Trude Jochum-Beiser                      | Resi Hammerer               |
| 1950   | Trude Jochum-Beiser    | Erika Mahringer                          | Georgette Thiollière-Miller |
| 1952   | Trude Jochum-Beiser    | Annemarie Buchner                        | Giuliana Minuzzo            |
| 1954   | Ida Schöpfer           | Trude Klecker                            | Lucienne Schmith            |
| 1956   | Madeleine Berthod      | Frieda Dänzer                            | Lucille Wheeler             |
| 1958   | Lucille Wheeler        | Frieda Dänzer                            | Carla Marchelli             |
| 1960   | Heidi Biebl            | Penny Pitou                              | Traudl Hecher               |
| 1962   | Christl Haas           | Pia Riva                                 | Barbara Ferries             |
| 1964   | Christl Haas           | Edith Zimmermann                         | Traudl Hecher               |
| 1966   | Marielle Goitschel     | Annie Famose                             | Burgl Färbinger             |
| 1968   | Olga Pall              | Isabelle Mir                             | Christl Haas                |
| 1970   | Annerösli Zryd         | Isabelle Mir                             | Annemarie Moser-Pröll       |
| 1972   | Marie-Theres Nadig     | Annemarie Moser-Pröll                    | Susan Corrock               |
| 1974   | Annemarie Moser-Pröll  | Betsy Clifford                           | Wiltrud Drexel              |
| 1976   | Rosi Mittermaier       | Brigitte Totschnig                       | Cindy Nelson                |
| 1978   | Annemarie Moser-Pröll  | Irene Epple                              | Doris de Agostini           |
| 1980   | Annemarie Moser-Pröll  | Hanni Wenzel                             | Marie-Theres Nadig          |
| 1982   | Gerry Sorensen         | Cindy Nelson                             | Laurie Graham               |
| 1985   | Michela Figini         | Ariane Ehrat Katharina Gutensohn         | -                           |
| 1987   | Maria Walliser         | Michela Figini                           | Regine Mösenlechner         |
| 1989   | Maria Walliser         | Karen Percy                              | Karin Dedler                |
| 1991   | Petra Kronberger       | Nathalie Bouvier                         | Swetlana Gladyschewa        |
| 1993   | Kate Pace              | Astrid Lødemel                           | Anja Haas                   |
| 1996   | Picabo Street          | Katja Seizinger                          | Hilary Lindh                |
| 1997   | Hilary Lindh           | Heidi Zurbriggen                         | Pernilla Wiberg             |
| 1999   | Renate Götschl         | Michaela Dorfmeister                     | Stefanie Schuster           |
| 2001   | Michaela Dorfmeister   | Renate Götschl                           | Selina Heregger             |
| 2003   | Mélanie Turgeon        | Corinne Rey-Bellet Alexandra Meissnitzer | -                           |
| 2005   | Janica Kostelić        | Elena Fanchini                           | Renate Götschl              |
| 2007   | Anja Pärson            | Lindsey Vonn                             | Nicole Hosp                 |
| 2009   | Lindsey Vonn           | Lara Gut                                 | Nadia Fanchini              |
| 2011   | Elisabeth Görgl        | Lindsey Vonn                             | Maria Riesch                |
| 2013   | Marion Rolland         | Nadia Fanchini                           | Maria Höfl-Riesch           |
| 2015   | Tina Maze              | Anna Fenninger                           | Lara Gut                    |
| 2017   | Ilka Stuhec            | Stephanie Venier                         | Lindsey Vonn                |
| 2019   | Ilka Stuhec            | Corinne Suter                            | Lindsey Vonn                |
| 2021   | Corinne Suter          | Kira Weidle                              | Lara Gut-Behrami            |
| 2023   | Jasmine Flury          | Nina Ortlieb                             | Corinne Suter               |
| 2025   | Breezy Johnson         | Mirjam Puchner                           | Ester Ledecká               |

#### Super G femmes
| Années | Or                    | Argent                | Bronze                             |
| ------ | --------------------- | --------------------- | ---------------------------------- |
| 1987   | Maria Walliser        | Michela Figini        | Mateja Svet                        |
| 1989   | Ulrike Maier          | Sigrid Wolf           | Michaela Gerg                      |
| 1991   | Ulrike Maier          | Carole Merle          | Anita Wachter                      |
| 1993   | Katja Seizinger       | Sylvia Eder           | Astrid Lødemel                     |
| 1996   | Isolde Kostner        | Heidi Zurbriggen      | Picabo Street                      |
| 1997   | Isolde Kostner        | Katja Seizinger       | Hilde Gerg                         |
| 1999   | Alexandra Meissnitzer | Renate Götschl        | Michaela Dorfmeister               |
| 2001   | Régine Cavagnoud      | Isolde Kostner        | Hilde Gerg                         |
| 2003   | Michaela Dorfmeister  | Kirsten Lee Clark     | Jonna Mendes                       |
| 2005   | Anja Pärson           | Lucia Recchia         | Julia Mancuso                      |
| 2007   | Anja Pärson           | Lindsey Vonn          | Renate Götschl                     |
| 2009   | Lindsey Vonn          | Marie Marchand-Arvier | Andrea Fischbacher                 |
| 2011   | Elisabeth Görgl       | Julia Mancuso         | Maria Riesch                       |
| 2013   | Tina Maze             | Lara Gut              | Julia Mancuso                      |
| 2015   | Anna Fenninger        | Tina Maze             | Lindsey Vonn                       |
| 2017   | Nicole Schmidhofer    | Tina Weirather        | Lara Gut                           |
| 2019   | Mikaela Shiffrin      | Sofia Goggia          | Corinne Suter                      |
| 2021   | Lara Gut-Behrami      | Corinne Suter         | Mikaela Shiffrin                   |
| 2023   | Marta Bassino         | Mikaela Shiffrin      | Cornelia Hütter Kajsa Vickhoff Lie |
| 2025   | Stephanie Venier      | Federica Brignone     | Lauren Macuga Kajsa Vickhoff Lie   |

#### Slalom géant femmes
| Années | Or                    | Argent                           | Bronze                  |
| ------ | --------------------- | -------------------------------- | ----------------------- |
| 1950   | Dagmar Rom            | Trude Jochum-Beiser              | Lucienne Schmith        |
| 1952   | Andrea Mead-Lawrence  | Dagmar Rom                       | Annemarie Buchner       |
| 1954   | Lucienne Schmith      | Madeleine Berthod                | Jeanette Burr           |
| 1956   | Ossi Reichert         | Josefa Frandl                    | Dorothea Hochleitner    |
| 1958   | Lucille Wheeler       | Sally Deaver                     | Frieda Dänzer           |
| 1960   | Yvonne Rüegg          | Penny Pitou                      | Giuliana Minuzzo        |
| 1962   | Marianne Jahn         | Erika Netzer                     | Joan Hannah             |
| 1964   | Marielle Goitschel    | Christine Goitschel Jean Saubert | -                       |
| 1966   | Marielle Goitschel    | Heidi Zimmermann                 | Florence Steurer        |
| 1968   | Nancy Greene          | Annie Famose                     | Fernande Bochatay       |
| 1970   | Betsy Clifford        | Ingrid Lafforgue                 | Françoise Macchi        |
| 1972   | Marie-Theres Nadig    | Annemarie Moser-Pröll            | Wiltrud Drexel          |
| 1974   | Fabienne Serrat       | Traudl Treichl                   | Jacqueline Rouvier      |
| 1976   | Kathy Kreiner         | Rosi Mittermaier                 | Danielle Debernard      |
| 1978   | Maria Epple           | Lise-Marie Morerod               | Annemarie Moser-Pröll   |
| 1980   | Hanni Wenzel          | Irene Epple                      | Perrine Pelen           |
| 1982   | Erika Hess            | Christin Cooper                  | Ursula Konzett          |
| 1985   | Diann Roffe           | Elisabeth Kirchler               | Eva Twardokens          |
| 1987   | Vreni Schneider       | Mateja Svet                      | Maria Walliser          |
| 1989   | Vreni Schneider       | Carole Merle                     | Mateja Svet             |
| 1991   | Pernilla Wiberg       | Ulrike Maier                     | Traudl Hächer           |
| 1993   | Carole Merle          | Anita Wachter                    | Martina Ertl            |
| 1996   | Deborah Compagnoni    | Karin Roten                      | Martina Ertl            |
| 1997   | Deborah Compagnoni    | Karin Roten                      | Leila Piccard           |
| 1999   | Alexandra Meissnitzer | Andrine Flemmen                  | Anita Wachter           |
| 2001   | Sonja Nef             | Karen Putzer                     | Anja Pärson             |
| 2003   | Anja Pärson           | Denise Karbon                    | Allison Forsyth         |
| 2005   | Anja Pärson           | Tanja Poutiainen                 | Julia Mancuso           |
| 2007   | Nicole Hosp           | Maria Pietilä-Holmner            | Denise Karbon           |
| 2009   | Kathrin Hölzl         | Tina Maze                        | Tanja Poutiainen        |
| 2011   | Tina Maze             | Federica Brignone                | Tessa Worley            |
| 2013   | Tessa Worley          | Tina Maze                        | Anna Fenninger          |
| 2015   | Anna Fenninger        | Viktoria Rebensburg              | Jessica Lindell-Vikarby |
| 2017   | Tessa Worley          | Mikaela Shiffrin                 | Sofia Goggia            |
| 2019   | Petra Vlhová          | Viktoria Rebensburg              | Mikaela Shiffrin        |
| 2021   | Lara Gut-Behrami      | Mikaela Shiffrin                 | Katharina Liensberger   |
| 2023   | Mikaela Shiffrin      | Federica Brignone                | Ragnhild Mowinckel      |
| 2025   | Federica Brignone     | Alice Robinson                   | Paula Moltzan           |

#### Slalom femmes
| Années | Or                     | Argent                 | Bronze                 |
| ------ | ---------------------- | ---------------------- | ---------------------- |
| 1931   | Esmé MacKinnon         | Inge Wersin-Lantschner | Jeanette Kessler       |
| 1932   | Rösli Streiff          | Audrey Sale-Barker     | Doreen Elliott         |
| 1933   | Inge Wersin-Lantschner | Helen Boughton-Leigh   | Helen Zingg            |
| 1934   | Christl Cranz          | Lisa Resch             | Rösli Rominger         |
| 1935   | Anny Rüegg             | Christl Cranz          | Käthe Grasegger        |
| 1936   | Gerda Paumgarten       | Evelyn Pinching        | Grete Weikert          |
| 1937   | Christl Cranz          | Käthe Grasegger        | Lisa Resch             |
| 1938   | Christl Cranz          | Nini von Arx-Zogg      | Erna Steuri            |
| 1939   | Christl Cranz          | Gritli Schaad          | Eva Maj-Nilsson        |
| 1941   | Celina Seghi           | Christl Cranz          | Annelise Schuh-Proxauf |
| 1948   | Gretchen Fraser        | Antoinette Meyer       | Erika Mahringer        |
| 1950   | Dagmar Rom             | Erika Mahringer        | Celina Seghi           |
| 1952   | Andrea Mead-Lawrence   | Ossi Reichert          | Annemarie Buchner      |
| 1954   | Trude Klecker          | Ida Schöpfer           | Sara Thomasson         |
| 1956   | Renée Colliard         | Regina Schöpf          | Evgenia Sidorova       |
| 1958   | Inger Bjørnbakken      | Josefa Frandl          | Annemarie Waser        |
| 1960   | Anne Heggtveit         | Betsy Snite            | Barbara Henneberger    |
| 1962   | Marianne Jahn          | Marielle Goitschel     | Erika Netzer           |
| 1964   | Christine Goitschel    | Marielle Goitschel     | Jean Saubert           |
| 1966   | Annie Famose           | Marielle Goitschel     | Penny McCoy            |
| 1968   | Marielle Goitschel     | Nancy Greene           | Annie Famose           |
| 1970   | Ingrid Lafforgue       | Barbara Ann Cochran    | Michèle Jacot          |
| 1972   | Barbara Ann Cochran    | Danielle Debernard     | Florence Steurer       |
| 1974   | Hanni Wenzel           | Michèle Jacot          | Lise-Marie Morerod     |
| 1976   | Rosi Mittermaier       | Claudia Giordani       | Hanni Wenzel           |
| 1978   | Lea Sölkner            | Pamela Behr            | Monika Kaserer         |
| 1980   | Hanni Wenzel           | Christa Kinshofer      | Erika Hess             |
| 1982   | Erika Hess             | Christin Cooper        | Daniela Zini           |
| 1985   | Perrine Pelen          | Christelle Guignard    | Paoletta Magoni        |
| 1987   | Erika Hess             | Roswitha Steiner       | Mateja Svet            |
| 1989   | Mateja Svet            | Vreni Schneider        | Tamara McKinney        |
| 1991   | Vreni Schneider        | Nataša Bokal           | Ingrid Salvenmoser     |
| 1993   | Karin Buder            | Julie Parisien         | Elfi Eder              |
| 1996   | Pernilla Wiberg        | Patricia Chauvet       | Urška Hrovat           |
| 1997   | Deborah Compagnoni     | Lara Magoni            | Karin Roten            |
| 1999   | Zali Steggall          | Pernilla Wiberg        | Trine Bakke            |
| 2001   | Anja Pärson            | Christel Pascal        | Hedda Berntsen         |
| 2003   | Janica Kostelić        | Marlies Schild         | Nicole Hosp            |
| 2005   | Janica Kostelić        | Tanja Poutiainen       | Šárka Záhrobská        |
| 2007   | Šárka Záhrobská        | Marlies Schild         | Anja Pärson            |
| 2009   | Maria Riesch           | Šárka Záhrobská        | Tanja Poutiainen       |
| 2011   | Marlies Schild         | Kathrin Zettel         | Maria Pietilä-Holmner  |
| 2013   | Mikaela Shiffrin       | Michaela Kirchgasser   | Frida Hansdotter       |
| 2015   | Mikaela Shiffrin       | Frida Hansdotter       | Šárka Záhrobská        |
| 2017   | Mikaela Shiffrin       | Wendy Holdener         | Frida Hansdotter       |
| 2019   | Mikaela Shiffrin       | Anna Swenn-Larsson     | Petra Vlhová           |
| 2021   | Katharina Liensberger  | Petra Vlhová           | Mikaela Shiffrin       |
| 2023   | Laurence St. Germain   | Mikaela Shiffrin       | Lena Dürr              |
| 2025   | Camille Rast           | Wendy Holdener         | Katharina Liensberger  |

#### Combiné femmes
Depuis 2007, la compétition prend la forme d'un super-combiné (Super-G et slalom).
| Années | Or                     | Argent                 | Bronze                   |
| ------ | ---------------------- | ---------------------- | ------------------------ |
| 1932   | Rösli Streiff          | Inge Wersin-Lantschner | Hady Pfeiffer-Lantschner |
| 1933   | Inge Wersin-Lantschner | Gerda Paumgarten       | Jeanette Kessler         |
| 1934   | Christl Cranz          | Lisa Resch             | Anny Rüegg               |
| 1935   | Christl Cranz          | Anny Rüegg             | Käthe Grasegger          |
| 1936   | Evelyn Pinching        | Elvira Osirnig         | Gerda Paumgarten         |
| 1937   | Christl Cranz          | Nini von Arx-Zogg      | Käthe Grasegger          |
| 1938   | Christl Cranz          | Lisa Resch             | Käthe Grasegger          |
| 1939   | Christl Cranz          | Gritli Schaad          | Lisa Resch               |
| 1941   | Christl Cranz          | Celina Seghi           | Anneliese Schuh-Proxauf  |
| 1948   | Trude Jochum-Beiser    | Gretchen Fraser        | Erika Mahringer          |
| 1954   | Ida Schöpfer           | Madeleine Berthod      | Lucienne Schmith         |
| 1956   | Madeleine Berthod      | Frieda Dänzer          | Giuliana Minuzzo         |
| 1958   | Frieda Dänzer          | Lucille Wheeler        | Josefa Frandl            |
| 1960   | Anne Heggtveit         | Sonja Sperl            | Barbara Henneberger      |
| 1962   | Marielle Goitschel     | Marianne Jahn          | Erika Netzer             |
| 1964   | Marielle Goitschel     | Christl Haas           | Edith Zimmermann         |
| 1966   | Marielle Goitschel     | Annie Famose           | Heidi Zimmermann         |
| 1968   | Nancy Greene           | Marielle Goitschel     | Annie Famose             |
| 1970   | Michèle Jacot          | Florence Steurer       | Marilyn Cochran          |
| 1972   | Annemarie Moser-Pröll  | Florence Steurer       | Toril Førland            |
| 1974   | Fabienne Serrat        | Hanni Wenzel           | Monika Kaserer           |
| 1976   | Rosi Mittermaier       | Danielle Debernard     | Hanni Wenzel             |
| 1978   | Annemarie Moser-Pröll  | Hanni Wenzel           | Fabienne Serrat          |
| 1980   | Hanni Wenzel           | Cindy Nelson           | Ingrid Eberle            |
| 1982   | Erika Hess             | Perrine Pelen          | Christin Cooper          |
| 1985   | Erika Hess             | Sylvia Eder            | Tamara McKinney          |
| 1987   | Erika Hess             | Sylvia Eder            | Tamara McKinney          |
| 1989   | Tamara McKinney        | Vreni Schneider        | Brigitte Oertli          |
| 1991   | Chantal Bournissen     | Ingrid Stöckl          | Vreni Schneider          |
| 1993   | Miriam Vogt            | Picabo Street          | Anita Wachter            |
| 1996   | Pernilla Wiberg        | Anita Wachter          | Marianne Kjørstad        |
| 1997   | Renate Götschl         | Katja Seizinger        | Hilde Gerg               |
| 1999   | Pernilla Wiberg        | Renate Götschl         | Florence Masnada         |
| 2001   | Martina Ertl           | Christine Sponring     | Karen Putzer             |
| 2003   | Janica Kostelić        | Nicole Hosp            | Marlies Oester           |
| 2005   | Janica Kostelić        | Anja Pärson            | Marlies Schild           |
| 2007   | Anja Pärson            | Julia Mancuso          | Marlies Schild           |
| 2009   | Kathrin Zettel         | Lara Gut               | Elisabeth Görgl          |
| 2011   | Anna Fenninger         | Tina Maze              | Anja Pärson              |
| 2013   | Maria Höfl-Riesch      | Tina Maze              | Nicole Hosp              |
| 2015   | Tina Maze              | Nicole Hosp            | Michaela Kirchgasser     |
| 2017   | Wendy Holdener         | Michelle Gisin         | Michaela Kirchgasser     |
| 2019   | Wendy Holdener         | Petra Vlhová           | Ragnhild Mowinckel       |
| 2021   | Mikaela Shiffrin       | Petra Vlhová           | Michelle Gisin           |
| 2023   | Federica Brignone      | Wendy Holdener         | Ricarda Haaser           |

#### Parallèle femmes
| Années | Or                                  | Argent         | Bronze                  |
| ------ | ----------------------------------- | -------------- | ----------------------- |
| 2021   | Marta Bassino Katharina Liensberger | -              | Tessa Worley            |
| 2023   | Maria Therese Tviberg               | Wendy Holdener | Thea Louise Stjernesund |

#### Combiné par équipe femmes
| Années | Or                                           | Argent                                   | Bronze                                       |
| ------ | -------------------------------------------- | ---------------------------------------- | -------------------------------------------- |
| 2025   | États-Unis 1 Breezy Johnson Mikaela Shiffrin | Suisse 1 Lara Gut-Behrami Wendy Holdener | Autriche 3 Stephanie Venier Katharina Truppe |

### Par équipes
| Années | Or | Argent | Bronze |
| ------ | --- | --- | --- |
| 2005   | Allemagne Monika Bergmann-Schmuderer Andreas Ertl Martina Ertl Florian Eckert Hilde Gerg Felix Neureuther               | Autriche Nicole Hosp Renate Götschl Benjamin Raich Rainer Schönfelder Michael Walchhofer Kathrin Zettel                                | France Pierrick Bourgeat Ingrid Jacquemod Carole Montillet Christel Pascal Laure Pequegnot Jean-Pierre Vidal |
| 2007   | Autriche Renate Götschl Michaela Kirchgasser Mario Matt Benjamin Raich Marlies Schild Fritz Strobl                      | Suède Jens Byggmark Patrik Järbyn Markus Larsson Hans Olsson Anna Ottosson Anja Pärson                                                 | Suisse Daniel Albrecht Marc Berthod Sandra Gini Rabea Grand Nadia Styger Fabienne Suter                      |
| 2009   | - | - | - |
| 2011   | France Taïna Barioz Anémone Marmottan Tessa Worley Gauthier de Tessières Thomas Fanara Cyprien Richard                  | Autriche Anna Fenninger Michaela Kirchgasser Marlies Schild Romed Baumann Benjamin Raich Philipp Schörghofer                           | Suède Sara Hector Anja Pärson Maria Pietilä-Holmner Axel Bäck Hans Olsson Matts Olsson                       |
| 2013   | Autriche Nicole Hosp Michaela Kirchgasser Carmen Thalmann Marcel Hirscher Marcel Mathis Philipp Schörghofer             | Suède Nathalie Eklund Frida Hansdotter Maria Pietilä-Holmner Jens Byggmark Mattias Hargin André Myhrer                                 | Allemagne Lena Dürr Maria Höfl-Riesch Veronique Hronek Fritz Dopfer Stefan Luitz Felix Neureuther            |
| 2015   | Autriche Eva-Maria Brem Nicole Hosp Michaela Kirchgasser Marcel Hirscher Christoph Nösig Philipp Schörghofer            | Canada Candace Crawford Erin Mielzynski Marie-Pier Préfontaine Phil Brown Trevor Philp Erik Read                                       | Suède Sara Hector Maria Pietilä-Holmner Anna Swenn-Larsson Mattias Hargin Markus Larsson André Myhrer        |
| 2017   | France Adeline Baud Mugnier Nastasia Noens Tessa Worley Mathieu Faivre Julien Lizeroux Alexis Pinturault                | Slovaquie Tereza Jančová Veronika Velez Zuzulová Petra Vlhová Matej Falat Adam Zampa Andreas Zampa                                     | Suède Frida Hansdotter Maria Pietilä-Holmner Emelie Wikström Mattias Hargin Gustav Lundbäck André Myhrer     |
| 2019   | Suisse Aline Danioth Andrea Ellenberger Wendy Holdener Sandro Simonet Daniel Yule Ramon Zenhäusern                      | Autriche Franziska Gritsch Katharina Liensberger Katharina Truppe Christian Hirschbühl Michael Matt Marco Schwarz                      | Italie Marta Bassino Irene Curtoni Lara Della Mea Simon Maurberger Riccardo Tonetti Alex Vinatzer            |
| 2021   | Norvège Kristin Lysdahl Kristina Riis-Johannessen Thea Louise Stjernesund Sebastian Foss Solevåg Fabian Wilkens Solheim | Suède Estelle Alphand Sara Hector Jonna Luthman William Hansson Kristoffer Jakobsen Mattias Rönngren                                   | Allemagne Emma Aicher Lena Dürr Andrea Filser Stefan Luitz Alexander Schmid Linus Strasser                   |
| 2023   | États-Unis Paula Moltzan Tommy Ford Nina O'Brien River Radamus Luke Winters Katie Hensien                               | Norvège Kristin Lysdahl Alexander Steen Olsen Thea Louise Stjernesund Timon Haugan Leif Kristian Nestvold-Haugen Maria Therese Tviberg | Canada Valérie Grenier Jeffrey Read Britt Richardson Erik Read                                               |
| 2025   | Italie Giorgia Collomb Filippo Della Vite Lara Della Mea Alex Vinatzer                                                  | Suisse Wendy Holdener Luca Aerni Delphine Darbellay Thomas Tumler                                                                      | Suède Sara Hector Kristoffer Jakobsen Estelle Alphand Fabian Ax Swartz Lisa Nyberg William Hansson           |

## Les plus médaillés
- Mis à jour après les Mondiaux 2025.

### Top 10
| Rang | Nom                   | Pays       | De   | À    | Or      | Argent | Bronze | Total |
| ---- | --------------------- | ---------- | ---- | ---- | ------- | ------ | ------ | ----- |
| 1    | Christl Cranz         | Allemagne  | 1934 | 1939 | 12      | 3      | 0      | 15    |
| 2    | Mikaela Shiffrin      | États-Unis | 2013 | 2025 | * 8 *   | 4      | 3      | 15    |
| 3    | Marielle Goitschel    | France     | 1962 | 1968 | 7       | 4      | 0      | 11    |
| 4    | Marcel Hirscher       | Autriche   | 2009 | 2019 | ** 7 ** | 4      | 0      | 11    |
| 5    | Anja Pärson           | Suède      | 2001 | 2007 | 7       | * 2 *  | * 4 *  | 13    |
| 6    | Toni Sailer           | Autriche   | 1956 | 1958 | 7       | 1      | 0      | 8     |
| 7    | Erika Hess            | Suisse     | 1980 | 1987 | 6       | 0      | 1      | 7     |
| 8    | Jean-Claude Killy     | France     | 1966 | 1968 | 6       | 0      | 0      | 6     |
| 9    | Kjetil André Aamodt   | Norvège    | 1991 | 2003 | 5       | 4      | 3      | 12    |
| 10   | Annemarie Moser-Pröll | Autriche   | 1970 | 1980 | 5       | 2      | 2      | 9     |
|      | Aksel Lund Svindal    | Norvège    | 2003 | 2019 | 5       | 2      | 2      | 9     |

### Hommes
| Rang | Nom                  | Pays       | De   | À    | Or      | Argent  | Bronze | Total |
| ---- | -------------------- | ---------- | ---- | ---- | ------- | ------- | ------ | ----- |
| 1    | Marcel Hirscher      | Autriche   | 2009 | 2019 | ** 7 ** | 4       | 0      | 11    |
| 2    | Toni Sailer          | Autriche   | 1956 | 1958 | 7       | 1       | 0      | 8     |
| 3    | Jean-Claude Killy    | France     | 1966 | 1968 | 6       | 0       | 0      | 6     |
| 4    | Kjetil André Aamodt  | Norvège    | 1991 | 2003 | 5       | 4       | 3      | 12    |
| 5    | Aksel Lund Svindal   | Norvège    | 2003 | 2019 | 5       | 2       | 2      | 9     |
| 6    | Gustav Thöni         | Italie     | 1972 | 1976 | 5       | 2       | 0      | 7     |
| 7    | Ingemar Stenmark     | Suède      | 1976 | 1982 | 5       | 1       | 1      | 7     |
| 8    | Ted Ligety           | États-Unis | 2009 | 2015 | 5       | 0       | 2      | 7     |
| 9    | Marc Girardelli      | Luxembourg | 1985 | 1996 | 4       | 4       | 3      | 11    |
| 10   | Pirmin Zurbriggen    | Suisse     | 1985 | 1989 | 4       | 4       | 1      | 9     |
| 11   | Émile Allais         | France     | 1935 | 1938 | 4       | 4       | 0      | 8     |
| 12   | Rudolf Rominger      | Suisse     | 1936 | 1939 | 4       | 1       | 2      | 7     |
| 13   | Stein Eriksen        | Norvège    | 1950 | 1954 | 4       | 1       | 1      | 6     |
| 14   | Bode Miller          | États-Unis | 2003 | 2005 | 4       | 1       | 0      | 5     |
| 15   | Anton Seelos         | Autriche   | 1931 | 1935 | 4       | 1       | 0      | 5     |
| 16   | Lasse Kjus           | Norvège    | 1993 | 2003 | 3       | 8       | 0      | 11    |
| 17   | Benjamin Raich       | Autriche   | 2001 | 2011 | * 3 *   | ** 6 ** | 1      | 10    |
| 18   | David Zogg           | Suisse     | 1931 | 1935 | 3       | 4       | 0      | 7     |
| 19   | Hermann Maier        | Autriche   | 1999 | 2005 | 3       | 2       | 1      | 6     |
|      | Karl Schranz         | Autriche   | 1962 | 1970 | 3       | 2       | 1      | 6     |
| 21   | Alexis Pinturault    | France     | 2011 | 2021 | * 3 *   | 1       | 4      | 8     |
| 22   | Zeno Colò            | Italie     | 1950 | 1952 | 3       | 1       | 0      | 4     |
|      | Stephan Eberharter   | Autriche   | 1991 | 2003 | 3       | 1       | 0      | 4     |
|      | Mario Matt           | Autriche   | 2001 | 2007 | * 3 *   | 1       | 0      | 4     |
| 25   | Marco Odermatt       | Suisse     | 2023 | 2025 | 3       | 0       | 0      | 3     |
|      | Rudolf Nierlich      | Autriche   | 1989 | 1991 | 3       | 0       | 0      | 3     |
|      | Mathieu Faivre       | France     | 2013 | 2021 | * 3 *   | 0       | 0      | 3     |
| 28   | Guy Périllat         | France     | 1960 | 1968 | 2       | 3       | 1      | 6     |
| 29   | Vincent Kriechmayr   | Autriche   | 2017 | 2025 | 2       | 2       | 1      | 5     |
| 30   | Loïc Meillard        | Suisse     | 2023 | 2025 | * 2 *   | 1       | 3      | 6     |
| 31   | Philipp Schörghofer  | Autriche   | 2011 | 2015 | ** 2 ** | * 1 *   | 1      | 4     |
| 32   | Franz Klammer        | Autriche   | 1974 | 1976 | 2       | 1       | 0      | 3     |
|      | Bernhard Russi       | Suisse     | 1970 | 1976 | 2       | 1       | 0      | 3     |
|      | Erik Guay            | Canada     | 2011 | 2017 | 2       | 1       | 0      | 3     |
|      | Atle Skårdal         | Norvège    | 1993 | 1997 | 2       | 1       | 0      | 3     |
| 36   | Alberto Tomba        | Italie     | 1987 | 1997 | 2       | 0       | 2      | 4     |
|      | Michael von Grünigen | Suisse     | 1996 | 2001 | 2       | 0       | 2      | 4     |
| 38   | Jean-Baptiste Grange | France     | 2007 | 2015 | 2       | 0       | 1      | 3     |
|      | Henri Oreiller       | France     | 1948 | 1948 | 2       | 0       | 1      | 3     |
|      | Henrik Kristoffersen | Norvège    | 2019 | 2023 | 2       | 0       | 1      | 3     |
|      | Egon Zimmermann      | Autriche   | 1962 | 1964 | 2       | 0       | 1      | 3     |
| 42   | Franjo von Allmen    | Suisse     | 2025 | 2025 | * 2 *   | 0       | 0      | 2     |
|      | Walter Prager        | Suisse     | 1931 | 1933 | 2       | 0       | 0      | 2     |

* dont une médaille par équipes, ** dont deux médailles par équipes

### Femmes
| Rang | Nom                    | Pays          | De   | À    | Or        | Argent  | Bronze | Total |
| ---- | ---------------------- | ------------- | ---- | ---- | --------- | ------- | ------ | ----- |
| 1    | Christl Cranz          | Allemagne     | 1934 | 1939 | 12        | 3       | 0      | 15    |
| 2    | Mikaela Shiffrin       | États-Unis    | 2013 | 2021 | * 8 *     | 4       | 3      | 15    |
| 3    | Marielle Goitschel     | France        | 1962 | 1968 | 7         | 4       | 0      | 11    |
| 4    | Anja Pärson            | Suède         | 2001 | 2007 | 7         | * 2 *   | * 4 *  | 13    |
| 5    | Erika Hess             | Suisse        | 1980 | 1987 | 6         | 0       | 1      | 7     |
| 6    | Annemarie Moser-Pröll  | Autriche      | 1970 | 1980 | 5         | 2       | 2      | 9     |
| 7    | Janica Kostelić        | Croatie       | 2003 | 2005 | 5         | 0       | 0      | 5     |
| 8    | Tina Maze              | Slovénie      | 2009 | 2015 | 4         | 5       |        | 9     |
| 9    | Hanni Wenzel           | Liechtenstein | 1974 | 1980 | 4         | 3       | 2      | 9     |
| 10   | Pernilla Wiberg        | Suède         | 1991 | 1999 | 4         | 1       | 1      | 6     |
| 11   | Tessa Worley           | France        | 2009 | 2021 | ** 4 **   | 0       | 2      | 6     |
| 12   | Wendy Holdener         | Suisse        | 2011 | 2025 | * 3 *     | ** 6 ** | 0      | 9     |
| 13   | Renate Götschl         | Autriche      | 1997 | 2007 | * 3 *     | * 4 *   | 2      | 9     |
| 14   | Nicole Hosp            | Autriche      | 2003 | 2015 | ** 3 **   | * 3 *   | 3      | 9     |
| 15   | Inge Wersin-Lantschner | Autriche      | 1931 | 1933 | 3         | 3       | 0      | 6     |
| 16   | Michaela Kirchgasser   | Autriche      | 2007 | 2017 | *** 3 *** | * 2 *   | 2      | 7     |
| 17   | Vreni Schneider        | Suisse        | 1987 | 1991 | 3         | 2       | 1      | 6     |
|      | Anna Fenninger         | Autriche      | 2011 | 2015 | 3         | * 2 *   | 1      | 6     |
| 19   | Trude Jochum-Beiser    | Autriche      | 1948 | 1952 | 3         | 2       | 0      | 5     |
| 20   | Rosi Mittermaier       | Allemagne     | 1976 | 1976 | 3         | 1       | 0      | 4     |
| 21   | Maria Walliser         | Suisse        | 1987 | 1989 | 3         | 0       | 1      | 4     |
| 22   | Deborah Compagnoni     | Italie        | 1996 | 1997 | 3         | 0       | 0      | 3     |
| 23   | Lara Gut-Behrami       | Suisse        | 2009 | 2021 | 2         | * 4 *   | 3      | 9     |
| 24   | Lindsey Vonn           | États-Unis    | 2005 | 2019 | 2         | 3       | 3      | 8     |
| 25   | Marlies Schild         | Autriche      | 2003 | 2011 | * 2 *     | * 3 *   | 2      | 8     |
| 26   | Federica Brignone      | Italie        | 2011 | 2025 | 2         | 3       | 0      | 5     |
| 27   | Madeleine Berthod      | Suisse        | 1954 | 1956 | 2         | 2       | 0      | 4     |
| 28   | Katharina Liensberger  | Autriche      | 2019 | 2025 | 2         | * 1 *   | 2      | 5     |
|      | Anny Rüegg             | Suisse        | 1934 | 1935 | 2         | 1       | 2      | 5     |
| 30   | Michaela Dorfmeister   | Autriche      | 1999 | 2003 | 2         | 1       | 1      | 4     |
|      | Christl Haas           | Autriche      | 1962 | 1968 | 2         | 1       | 1      | 4     |
|      | Lucille Wheeler        | Canada        | 1956 | 1958 | 2         | 1       | 1      | 4     |
| 33   | Nancy Greene           | Canada        | 1968 | 1968 | 2         | 1       | 0      | 3     |
|      | Marianne Jahn          | Autriche      | 1962 | 1962 | 2         | 1       | 0      | 3     |
|      | Isolde Kostner         | Italie        | 1996 | 2001 | 2         | 1       | 0      | 3     |
|      | Ulrike Maier           | Autriche      | 1989 | 1991 | 2         | 1       | 0      | 3     |
|      | Alexandra Meissnitzer  | Autriche      | 1999 | 2003 | 2         | 1       | 0      | 3     |
|      | Evelyn Pinching        | Royaume-Uni   | 1936 | 1936 | 2         | 1       | 0      | 3     |
|      | Dagmar Rom             | Autriche      | 1950 | 1952 | 2         | 1       | 0      | 3     |
|      | Ida Schöpfer           | Suisse        | 1954 | 1954 | 2         | 1       | 0      | 3     |
| 41   | Maria Höfl-Riesch      | Allemagne     | 2009 | 2013 | 2         | 0       | * 4 *  | 6     |
| 42   | Martina Ertl           | Allemagne     | 1993 | 2005 | * 2 *     | 0       | 2      | 4     |
| 43   | Marie-Theres Nadig     | Suisse        | 1972 | 1980 | 2         | 0       | 1      | 3     |
|      | Elisabeth Görgl        | Autriche      | 2009 | 2011 | 2         | 0       | 1      | 3     |
|      | Fabienne Serrat        | France        | 1974 | 1978 | 2         | 0       | 1      | 3     |
|      | Marta Bassino          | Italie        | 2019 | 2023 | 2         | 0       | * 1 *  | 3     |
| 47   | Breezy Johnson         | États-Unis    | 2025 | 2025 | * 2 *     | 0       | 0      | 2     |
|      | Anne Heggtveit         | Canada        | 1960 | 1960 | 2         | 0       | 0      | 2     |
|      | Esmé MacKinnon         | Royaume-Uni   | 1931 | 1931 | 2         | 0       | 0      | 2     |
|      | Andrea Mead-Lawrence   | États-Unis    | 1952 | 1952 | 2         | 0       | 0      | 2     |
|      | Rösli Streiff          | Suisse        | 1932 | 1932 | 2         | 0       | 0      | 2     |
|      | Ilka Stuhec            | Slovénie      | 2013 | 2019 | 2         | 0       | 0      | 2     |

* dont une médaille par équipe, ** dont deux médailles par équipe, *** dont trois médailles par équipe

## Tableau des médailles par pays
- Mis à jour après les Mondiaux 2025.

### Hommes et femmes ensemble
(y-compris les médailles obtenues par le team event, disputé depuis 2013 ainsi que les médailles obtenues au combiné par équipe, disputé depuis 2025)
| Rang | Nation                                           | Or  | Argent | Bronze | Total |
| ---- | ------------------------------------------------ | --- | ------ | ------ | ----- |
| 1    | Autriche                                         | 102 | 108    | 103    | 313   |
| 2    | Suisse                                           | 77  | 78     | 68     | 223   |
| 3    | France                                           | 47  | 52     | 37     | 136   |
| 4    | Allemagne                                        | 36  | 38     | 48     | 120   |
| 5    | États-Unis                                       | 33  | 28     | 38     | 99    |
| 6    | Norvège                                          | 27  | 24     | 23     | 74    |
| 7    | Italie                                           | 26  | 27     | 27     | 80    |
| 8    | Suède                                            | 17  | 10     | 21     | 48    |
| 9    | Canada                                           | 16  | 8      | 9      | 33    |
| 10   | Slovénie                                         | 6   | 6      | 2      | 14    |
| 11   | Croatie                                          | 6   | 2      | 2      | 10    |
| 12   | Liechtenstein                                    | 5   | 9      | 7      | 21    |
| 13   | Royaume-Uni                                      | 4   | 4      | 3      | 11    |
|      | Luxembourg                                       | 4   | 4      | 3      | 11    |
| 15   | Slovaquie                                        | 1   | 4      | 1      | 6     |
| 16   | Yougoslavie                                      | 1   | 3      | 5      | 9     |
| 17   | Finlande                                         | 1   | 2      | 2      | 5     |
| 18   | Tchéquie                                         | 1   | 1      | 3      | 5     |
| 19   | Australie                                        | 1   | 0      | 1      | 2     |
|      | Espagne                                          | 1   | 0      | 1      | 2     |
| 21   | Japon                                            | 0   | 1      | 1      | 2     |
|      | Pologne                                          | 0   | 1      | 1      | 2     |
| 23   | Grèce                                            | 0   | 1      | 0      | 1     |
|      | Nouvelle-Zélande                                 | 0   | 1      | 0      | 1     |
| 24   | Russie (avec Union soviétique et Équipe unifiée) | 0   | 0      | 2      | 2     |

### Hommes
| Rang | Nation        | Or | Argent | Bronze | Total |
| ---- | ------------- | -- | ------ | ------ | ----- |
| 1    | Autriche      | 57 | 59     | 52     | 168   |
| 2    | Suisse        | 39 | 39     | 44     | 122   |
| 3    | France        | 26 | 28     | 19     | 73    |
| 4    | Norvège       | 24 | 21     | 13     | 58    |
| 5    | Italie        | 15 | 14     | 15     | 44    |
| 6    | États-Unis    | 13 | 5      | 11     | 29    |
| 7    | Allemagne     | 9  | 14     | 18     | 41    |
| 8    | Suède         | 6  | 3      | 8      | 17    |
| 9    | Luxembourg    | 4  | 4      | 3      | 11    |
| 10   | Canada        | 4  | 3      | 5      | 12    |
| 11   | Liechtenstein | 1  | 5      | 4      | 10    |
| 12   | Croatie       | 1  | 2      | 2      | 5     |
| 13   | Espagne       | 1  | 0      | 1      | 2     |
| 14   | Finlande      | 1  | 0      | 0      | 1     |
| 15   | Yougoslavie   | 0  | 1      | 2      | 3     |
| 16   | Japon         | 0  | 1      | 1      | 2     |
|      | Pologne       | 0  | 1      | 1      | 2     |
|      | Slovénie      | 0  | 1      | 1      | 2     |
| 19   | Grèce         | 0  | 1      | 0      | 1     |
| 20   | Australie     | 0  | 0      | 1      | 1     |

### Femmes
| Rang | Nation                                           | Or | Argent | Bronze | Total |
| ---- | ------------------------------------------------ | -- | ------ | ------ | ----- |
| 1    | Autriche                                         | 43 | 48     | 51     | 142   |
| 2    | Suisse                                           | 37 | 38     | 24     | 99    |
| 3    | Allemagne                                        | 25 | 24     | 28     | 77    |
| 4    | France                                           | 20 | 24     | 18     | 62    |
| 5    | États-Unis                                       | 19 | 23     | 27     | 69    |
| 6    | Canada                                           | 12 | 4      | 3      | 19    |
| 7    | Suède                                            | 11 | 5      | 10     | 26    |
| 8    | Italie                                           | 10 | 13     | 11     | 34    |
| 9    | Slovénie                                         | 6  | 5      | 1      | 12    |
| 10   | Croatie                                          | 5  | 0      | 0      | 5     |
| 11   | Royaume-Uni                                      | 4  | 4      | 3      | 11    |
|      | Liechtenstein                                    | 4  | 3      | 3      | 10    |
| 13   | Norvège                                          | 2  | 2      | 10     | 14    |
| 14   | Slovaquie                                        | 1  | 3      | 1      | 5     |
| 15   | Yougoslavie                                      | 1  | 2      | 3      | 6     |
| 16   | Tchéquie                                         | 1  | 1      | 3      | 5     |
| 17   | Australie                                        | 1  | 0      | 0      | 1     |
| 18   | Finlande                                         | 0  | 2      | 2      | 4     |
| 19   | Nouvelle-Zélande                                 | 0  | 1      | 0      | 1     |
| 20   | Russie (avec Union soviétique et Équipe unifiée) | 0  | 0      | 2      | 2     |

### Par équipes
| Rang | Nation     | Or | Argent | Bronze | Total |
| ---- | ---------- | -- | ------ | ------ | ----- |
| 1    | Autriche   | 2  | 1      | 0      | 3     |
| 2    | Norvège    | 1  | 1      | 0      | 2     |
|      | Suisse     | 1  | 1      | 0      | 2     |
| 4    | Italie     | 1  | 0      | 1      | 2     |
| 5    | France     | 1  | 0      | 0      | 1     |
|      | États-Unis | 1  | 0      | 0      | 1     |
| 7    | Suède      | 0  | 2      | 3      | 5     |
| 8    | Canada     | 0  | 1      | 1      | 2     |
| 9    | Slovaquie  | 0  | 1      | 0      | 1     |
| 10   | Allemagne  | 0  | 0      | 2      | 2     |